# Aégis
Aégis är det tredje studioalbumet med det norska metal-bandet Theatre of Tragedy. Albumet utgavs 1998 av skivbolaget Swanlake Records (som ägs av Massacre Records).

## Låtlista
1. "Cassandra" – 6:47
2. "Lorelei" – 5:36
3. "Angélique" – 5:45
4. "Aœde" – 6:09
5. "Siren" – 7:28
6. "Venus" – 5:32
7. "Poppæa" – 5:46
8. "Bacchante" – 6:42

- Text: Raymond Rohonyi
- Musik: Theatre of Tragedy

## Medverkande
Musiker (Theatre of Tragedy-medlemmar)
- Raymond Istvàn Rohonyi – sång
- Liv Kristine Espenæs – sång
- Frank Claussen – gitarr
- Eirik T. Saltrø – basgitarr
- Hein Frode Hansen – trummor
- Lorentz Aspen – piano, synthesizer
- Tommy Olsson – gitarr

Produktion
- Pete Coleman – producent, ljudtekniker, ljudmix
- Siggi Bemm – ljudmix, mastering
- Matthias Klinkmann – ljudtekniker